# Zachary Bennett
Zachary Bennett, né le 17 février 1980 à London (Ontario), est un acteur canadien.

## Vie privée
Il est le frère aîné de Sophie Bennett.

## Filmographie

### Au cinéma
- 1986 : The Christmas Toy
- 1988 : Le Prix de la passion (The Good Mother) : Bobby (jeune)
- 1998 : Dog Park
- 1998 : The Hairy Bird
- 2002 : The Bay of Love and Sorrows
- 2003 : Shattered City: The Halifax Explosion
- 2004 : The Sadness of Johnson Joe Jangles
- 2004 : Cube Zero d'Ernie Barbarash
- 2007 : The Poet (Opération Varsovie : Le Poète) de Damian Lee
- 2016 : Maudie d'Aisling Walsh : Charles Dowley

### À la télévision
- 1989-1996 : Les Contes d'Avonlea : Felix King (série télévisée)
- 1994 : Free Willy : Jesse (série télévisée d'animation)
- 2006 : L'Héritage de la peur (Legacy of Fear) (TV) : Val Grosmont
- 2007 : Stir of Echoes: The Homecoming (TV)
- 2008-2009 : Bakugan Battle Brawlers : Shun Kazami (voix) (série d'animation)
- 2012 : Coup de foudre à 3 temps (Come Dance with Me) (TV) : Rick
- 2013 : Jack de Brad Lavigne (en)
- 2016 : Frankie et les ZhuZhu Pets : Stanley Pamplemousse